# Роберт Старк
Ро́берт Старк (англ. Robert Starke; народився 25 березня 1977, Монреаль, Квебек, Канада) — австралійський хокеїст, захисник. 
У складі національної збірної Австралії учасник чемпіонатів світу 2008 (дивізіон II), 2009 (дивізіон I) і 2010 (дивізіон II). 
Виступав за команди: «Боудін Коледж», «Войводина» (Новий Сад), «Геренвен Флаєрс», «Вердун Дрегонс», «Ньюкасл Норт-Старс».
Чемпіон Сербії (2002), володар Кубка Гудолла (2006, 2008), володар Кубка ВІП (2009)